# ドゥルセ川
ドゥルセ川（ドゥルセがわ、スペイン語: Río Dulce、スペイン語で「甘い川」の意味）は、アルゼンチンの北西部を流れる河川である。ケチュア語ではMisky Mayuと呼ばれる。サラド川とともに、サンティアゴ・デル・エステロ州でもっとも重要な河川のひとつである。

## 地理
源流はトゥクマン州にあり、上流部はサリ川（スペイン語: Río Salí）と呼ばれる。サルタ州からも支流を集め、サンティアゴ・デル・エステロ州に入るとドゥルセ川と名を変える。ラ・バンダ、州都サンティアゴ・デル・エステーロなどを通り、北西から南東に450kmに渡って流れ、コルドバ州でオンド川（スペイン語: Río Hondo）に合流したのち、塩湖のマール・チキータに流れ込む。マール・チキータは内陸湖であり、大西洋に流出する河川は存在しない。
トゥクマン州とサンティアゴ・デル・エステロ州の境界部にはリオ・オンド・ダムを有し、ダム湖はサリ川、チコ川などトゥクマン州の4本の河川と通じている。サリ川には主にトゥクマン州からパルプ繊維が流れ込んでおり、その汚染物質はダム湖の汚染につながっている。ドゥルセ川は乾燥したサンティアゴ・デル・エステロ州の大地を潤す灌漑用水の主要な供給源である。1956年には州北西部にロス・キロガ・ダムが完成し、州内に水を供給しているが、州南東部では降水量の減少を招いている。
2002年5月28日には「ドゥルセ川流域の湿地」（スペイン語: Bañados del Río Dulce）はマール・チキータと共にラムサール条約に登録され、国際的に重要な湿地として認められた。